# (14509) Lučenec
(14509) Lučenec, désignation internationale (14509) Lucenec, est un astéroïde de la ceinture principale.

## Description
(14509) Lucenec est un astéroïde de la ceinture principale. Il fut découvert le 9 mars 1996 à Modra par Adrián Galád et Alexander Pravda. Il présente une orbite caractérisée par un demi-grand axe de 2,44 UA, une excentricité de 0,05 et une inclinaison de 2,7° par rapport à l'écliptique.

## Compléments